# Eleições parlamentares europeias de 2024 nos Açores
| Eleições parlamentares europeias de 2024 Distritos: Aveiro \| Beja \| Braga \| Bragança \| Castelo Branco \| Coimbra \| Évora \| Faro \| Guarda \| Leiria \| Lisboa \| Portalegre \| Porto \| Santarém \| Setúbal \| Viana do Castelo \| Vila Real \| Viseu \| Açores \| Madeira \| Estrangeiro |

## Resultados por concelho
Os resultados nos concelhos da Região Autónoma dos Açores foram os seguintes:

### Angra do Heroísmo
| Partido                 | Partido                                  | Votos  | %               | +/-  |
| ----------------------- | ---------------------------------------- | ------ | --------------- | ---- |
|                         | Aliança Democrática (PPD/PSD-CDS-PP-PPM) | 3 653  | 39,57 / 100,00  | 6,96 |
|                         | Partido Socialista                       | 3 087  | 33,44 / 100,00  | 4,74 |
|                         | Iniciativa Liberal                       | 608    | 6,59 / 100,00   | 6,00 |
|                         | CHEGA                                    | 601    | 6,51 / 100,00   | -    |
|                         | Bloco de Esquerda                        | 346    | 3,75 / 100,00   | 4,32 |
|                         | LIVRE                                    | 234    | 2,53 / 100,00   | 1,45 |
|                         | Coligação Democrática Unitária (PCP-PEV) | 124    | 1,34 / 100,00   | 0,59 |
|                         | Alternativa Democrática Nacional         | 111    | 1,20 / 100,00   | 0,92 |
|                         | Pessoas–Animais–Natureza                 | 103    | 1,12 / 100,00   | 1,76 |
|                         | Outros (com menos de 1,00%)              | 67     | 0,71 / 100,00   |      |
| Votos Inválidos         | Votos Inválidos                          | 297    | 3,22 / 100,00   | 5,86 |
| Total                   | Total                                    | 9 231  | 100,00 / 100,00 |      |
| Eleitorado/Participação | Eleitorado/Participação                  | 33 366 | 27,67 / 100,00  | 4,35 |

| Freguesia                          | %     | %     | %    | %     | %    | %    | %    | %    | %    | Votantes |
| Freguesia                          | AD    | PS    | IL   | CH    | BE   | L    | CDU  | ADN  | PAN  | Votantes |
| ---------------------------------- | ----- | ----- | ---- | ----- | ---- | ---- | ---- | ---- | ---- | -------- |
| Freguesia                          |       |       |      |       |      |      |      |      |      | Votantes |
| Altares                            | 43,85 | 38,11 | 5,74 | 3,69  | 1,23 | 1,23 | 0,41 | 0,82 | 0,82 | 244      |
| Angra (Nossa Senhora da Conceição) | 31,60 | 34,74 | 7,54 | 7,54  | 5,12 | 3,77 | 2,24 | 1,62 | 1,53 | 1 114    |
| Angra (Santa Luzia)                | 34,61 | 37,98 | 6,89 | 5,51  | 4,29 | 2,45 | 1,53 | 1,07 | 0,92 | 653      |
| Angra (São Pedro)                  | 39,93 | 32,61 | 9,59 | 4,45  | 4,27 | 3,49 | 1,83 | 0,52 | 0,96 | 1 147    |
| Angra (Sé)                         | 38,56 | 25,33 | 7,18 | 6,99  | 7,94 | 5,29 | 0,95 | 1,32 | 1,32 | 529      |
| Cinco Ribeiras                     | 48,21 | 26,34 | 2,23 | 5,36  | 4,91 | 2,23 | 2,68 | 1,79 | 0,45 | 224      |
| Doze Ribeiras                      | 40,88 | 35,22 | 3,14 | 6,29  | 4,40 | 0,63 | 0,63 | 1,89 | 0    | 159      |
| Feteira                            | 41,95 | 27,70 | 8,97 | 9,76  | 1,58 | 1,85 | 0,53 | 0,53 | 0,79 | 379      |
| Porto Judeu                        | 42,55 | 34,24 | 6,38 | 6,38  | 2,90 | 2,32 | 1,35 | 1,16 | 0,97 | 517      |
| Posto Santo                        | 37,55 | 37,17 | 5,95 | 6,69  | 4,83 | 2,97 | 0    | 1,49 | 0    | 269      |
| Raminho                            | 43,75 | 38,13 | 4,38 | 5,00  | 1,88 | 0,63 | 0,63 | 0,63 | 0,63 | 160      |
| Ribeirinha                         | 50,92 | 31,13 | 2,61 | 4,14  | 2,15 | 1,69 | 0,31 | 1,84 | 2,76 | 652      |
| Santa Bárbara                      | 44,72 | 31,69 | 3,87 | 5,63  | 2,46 | 2,11 | 0,35 | 1,06 | 1,76 | 284      |
| São Bartolomeu dos Regatos         | 42,31 | 30,05 | 5,77 | 7,69  | 3,37 | 3,61 | 1,44 | 1,20 | 1,20 | 416      |
| São Bento                          | 32,70 | 42,16 | 5,67 | 6,99  | 3,02 | 1,32 | 1,13 | 1,51 | 0,76 | 529      |
| São Mateus da Calheta              | 39,30 | 34,69 | 8,53 | 6,29  | 3,08 | 1,82 | 2,52 | 0,84 | 0,70 | 715      |
| Serreta                            | 42,11 | 32,33 | 3,01 | 9,77  | 1,50 | 0    | 0    | 1,50 | 1,50 | 133      |
| Terra Chã                          | 39,06 | 32,66 | 6,73 | 7,41  | 4,04 | 1,85 | 1,35 | 1,18 | 0,67 | 594      |
| Vila de São Sebastião              | 40,16 | 32,55 | 5,85 | 10,14 | 2,53 | 1,56 | 0,78 | 1,56 | 1,36 | 513      |
| Angra do Heroísmo                  | 39,57 | 33,44 | 6,59 | 6,51  | 3,75 | 2,53 | 1,34 | 1,20 | 1,12 | 9 231    |

### Calheta
| Partido                 | Partido                                  | Votos | %               | +/-   |
| ----------------------- | ---------------------------------------- | ----- | --------------- | ----- |
|                         | Aliança Democrática (PPD/PSD-CDS-PP-PPM) | 416   | 50,42 / 100,00  | 11,26 |
|                         | Partido Socialista                       | 237   | 28,73 / 100,00  | 10,16 |
|                         | CHEGA                                    | 41    | 4,97 / 100,00   | -     |
|                         | Iniciativa Liberal                       | 31    | 3,76 / 100,00   | 3,62  |
|                         | Alternativa Democrática Nacional         | 18    | 2,18 / 100,00   | 2,04  |
|                         | LIVRE                                    | 15    | 1,82 / 100,00   | 1,54  |
|                         | Coligação Democrática Unitária (PCP-PEV) | 13    | 1,58 / 100,00   | 0,78  |
|                         | Bloco de Esquerda                        | 11    | 1,33 / 100,00   | 3,39  |
|                         | Outros (com menos de 1,00%)              | 15    | 1,81 / 100,00   |       |
| Votos Inválidos         | Votos Inválidos                          | 28    | 3,39 / 100,00   | 3,55  |
| Total                   | Total                                    | 825   | 100,00 / 100,00 |       |
| Eleitorado/Participação | Eleitorado/Participação                  | 3 710 | 22,24 / 100,00  | 2,80  |

| Freguesia                       | %     | %     | %     | %    | %    | %    | %    | %    | Votantes |
| Freguesia                       | AD    | PS    | CH    | IL   | ADN  | L    | CDU  | BE   | Votantes |
| ------------------------------- | ----- | ----- | ----- | ---- | ---- | ---- | ---- | ---- | -------- |
| Freguesia                       |       |       |       |      |      |      |      |      | Votantes |
| Calheta                         | 33,70 | 41,85 | 5,19  | 6,30 | 2,22 | 2,22 | 3,33 | 1,85 | 270      |
| Norte Pequeno                   | 47,96 | 22,45 | 10,20 | 2,04 | 2,04 | 2,04 | 0    | 0    | 98       |
| Ribeira Seca                    | 57,78 | 21,11 | 3,89  | 4,44 | 1,11 | 3,89 | 1,11 | 2,22 | 180      |
| Santo Antão                     | 66,46 | 18,63 | 4,35  | 1,86 | 3,11 | 0    | 0,62 | 1,24 | 161      |
| Topo (Nossa Senhora do Rosário) | 57,76 | 29,31 | 2,59  | 0,86 | 2,59 | 0    | 0,86 | 0    | 116      |
| Calheta                         | 50,42 | 28,73 | 4,97  | 3,76 | 2,18 | 1,82 | 1,58 | 1,33 | 825      |

### Corvo
| Partido                 | Partido                                  | Votos | %               | +/-   |
| ----------------------- | ---------------------------------------- | ----- | --------------- | ----- |
|                         | Aliança Democrática (PPD/PSD-CDS-PP-PPM) | 93    | 41,15 / 100,00  | 35,55 |
|                         | Partido Socialista                       | 90    | 39,82 / 100,00  | 29,78 |
|                         | Alternativa Democrática Nacional         | 6     | 2,65 / 100,00   | 2,65  |
|                         | Bloco de Esquerda                        | 6     | 2,65 / 100,00   | 1,05  |
|                         | CHEGA                                    | 5     | 2,21 / 100,00   | -     |
|                         | LIVRE                                    | 5     | 2,21 / 100,00   | 2,21  |
|                         | Coligação Democrática Unitária (PCP-PEV) | 4     | 1,77 / 100,00   | 0,97  |
|                         | Iniciativa Liberal                       | 3     | 1,33 / 100,00   | 1,33  |
|                         | Outros (com menos de 1,00%)              | 3     | 1,32 / 100,00   |       |
| Votos Inválidos         | Votos Inválidos                          | 11    | 4,87 / 100,00   | 6,33  |
| Total                   | Total                                    | 226   | 100,00 / 100,00 |       |
| Eleitorado/Participação | Eleitorado/Participação                  | 359   | 62,95 / 100,00  | 24,61 |

| Freguesia | %     | %     | %    | %    | %    | %    | %    | %    | Votantes |
| Freguesia | AD    | PS    | ADN  | BE   | CH   | L    | CDU  | IL   | Votantes |
| --------- | ----- | ----- | ---- | ---- | ---- | ---- | ---- | ---- | -------- |
| Freguesia |       |       |      |      |      |      |      |      | Votantes |
| Corvo     | 41,15 | 39,82 | 2,65 | 2,65 | 2,21 | 2,21 | 1,77 | 1,33 | 226      |
| Corvo     | 41,15 | 39,82 | 2,65 | 2,65 | 2,21 | 2,21 | 1,77 | 1,33 | 226      |

### Horta
| Partido                 | Partido                                  | Votos  | %               | +/-   |
| ----------------------- | ---------------------------------------- | ------ | --------------- | ----- |
|                         | Aliança Democrática (PPD/PSD-CDS-PP-PPM) | 1 563  | 41,85 / 100,00  | 11,95 |
|                         | Partido Socialista                       | 1 177  | 31,51 / 100,00  | 3,78  |
|                         | Bloco de Esquerda                        | 194    | 5,19 / 100,00   | 3,26  |
|                         | CHEGA                                    | 186    | 4,98 / 100,00   | -     |
|                         | Coligação Democrática Unitária (PCP-PEV) | 130    | 3,48 / 100,00   | 0,80  |
|                         | Iniciativa Liberal                       | 128    | 3,43 / 100,00   | 3,04  |
|                         | LIVRE                                    | 86     | 2,30 / 100,00   | 0,85  |
|                         | Alternativa Democrática Nacional         | 64     | 1,71 / 100,00   | 1,59  |
|                         | Pessoas–Animais–Natureza                 | 39     | 1,04 / 100,00   | 2,82  |
|                         | Outros (com menos de 1,00%)              | 31     | 0,83 / 100,00   |       |
| Votos Inválidos         | Votos Inválidos                          | 137    | 3,67 / 100,00   | 8,16  |
| Total                   | Total                                    | 3 735  | 100,00 / 100,00 |       |
| Eleitorado/Participação | Eleitorado/Participação                  | 13 009 | 28,71 / 100,00  | 3,32  |

| Freguesia           | %     | %     | %    | %    | %    | %    | %    | %    | %    | Votantes |
| Freguesia           | AD    | PS    | BE   | CH   | CDU  | IL   | L    | ADN  | PAN  | Votantes |
| ------------------- | ----- | ----- | ---- | ---- | ---- | ---- | ---- | ---- | ---- | -------- |
| Freguesia           |       |       |      |      |      |      |      |      |      | Votantes |
| Capelo              | 35,50 | 33,14 | 5,33 | 5,92 | 5,92 | 3,55 | 3,55 | 1,78 | 0,59 | 169      |
| Castelo Branco      | 41,61 | 31,39 | 4,74 | 7,66 | 1,46 | 4,38 | 1,82 | 1,82 | 0,36 | 274      |
| Cedros              | 66,53 | 19,92 | 0,80 | 2,39 | 1,59 | 0,40 | 0,40 | 3,59 | 0    | 251      |
| Feteira             | 35,76 | 38,48 | 4,24 | 6,36 | 4,85 | 2,12 | 0,91 | 1,52 | 0,61 | 330      |
| Flamengos           | 44,44 | 34,64 | 3,92 | 4,90 | 2,29 | 2,29 | 0,65 | 0,33 | 1,63 | 306      |
| Horta (Angústias)   | 34,60 | 35,55 | 6,64 | 4,42 | 4,11 | 4,27 | 2,84 | 1,74 | 1,74 | 633      |
| Horta (Conceição)   | 40,75 | 32,37 | 4,34 | 7,51 | 2,02 | 4,34 | 2,02 | 0,87 | 0,87 | 346      |
| Horta (Matriz)      | 39,97 | 29,94 | 7,34 | 3,53 | 4,66 | 5,08 | 4,24 | 1,27 | 1,41 | 708      |
| Pedro Miguel        | 51,75 | 21,68 | 2,80 | 3,50 | 5,59 | 3,50 | 2,10 | 2,80 | 0,70 | 143      |
| Praia do Almoxarife | 29,52 | 38,77 | 5,73 | 7,93 | 3,08 | 2,64 | 3,52 | 3,08 | 0,88 | 227      |
| Praia do Norte      | 53,68 | 28,68 | 2,94 | 2,21 | 2,21 | 0    | 0,74 | 2,21 | 0    | 136      |
| Ribeirinha          | 47,25 | 27,47 | 5,49 | 4,40 | 3,30 | 2,20 | 1,10 | 0    | 1,10 | 91       |
| Salão               | 56,20 | 16,53 | 7,44 | 3,31 | 1,65 | 3,31 | 0,83 | 3,31 | 1,65 | 121      |
| Horta               | 41,85 | 31,51 | 5,19 | 4,98 | 3,48 | 3,43 | 2,30 | 1,71 | 1,04 | 3 735    |

### Lagoa
| Partido                 | Partido                                  | Votos  | %               | +/-   |
| ----------------------- | ---------------------------------------- | ------ | --------------- | ----- |
|                         | Partido Socialista                       | 1 019  | 36,72 / 100,00  | 11,89 |
|                         | Aliança Democrática (PPD/PSD-CDS-PP-PPM) | 859    | 30,95 / 100,00  | 14,00 |
|                         | CHEGA                                    | 295    | 10,63 / 100,00  | -     |
|                         | Iniciativa Liberal                       | 176    | 6,34 / 100,00   | 5,98  |
|                         | Bloco de Esquerda                        | 106    | 3,82 / 100,00   | 2,78  |
|                         | LIVRE                                    | 72     | 2,59 / 100,00   | 0,30  |
|                         | Pessoas–Animais–Natureza                 | 47     | 1,69 / 100,00   | 3,52  |
|                         | Alternativa Democrática Nacional         | 40     | 1,44 / 100,00   | 1,39  |
|                         | Coligação Democrática Unitária (PCP-PEV) | 35     | 1,26 / 100,00   | 1,11  |
|                         | Outros (com menos de 1,00%)              | 34     | 1,22 / 100,00   |       |
| Votos Inválidos         | Votos Inválidos                          | 92     | 3,31 / 100,00   | 5,45  |
| Total                   | Total                                    | 2 775  | 100,00 / 100,00 |       |
| Eleitorado/Participação | Eleitorado/Participação                  | 12 990 | 21,36 / 100,00  | 6,31  |

| Freguesia                        | %     | %     | %     | %    | %    | %    | %    | %    | %    | Votantes |
| Freguesia                        | PS    | AD    | CH    | IL   | BE   | L    | PAN  | ADN  | CDU  | Votantes |
| -------------------------------- | ----- | ----- | ----- | ---- | ---- | ---- | ---- | ---- | ---- | -------- |
| Freguesia                        |       |       |       |      |      |      |      |      |      | Votantes |
| Água de Pau                      | 36,14 | 32,92 | 14,36 | 4,46 | 2,23 | 1,24 | 1,24 | 2,48 | 0,74 | 404      |
| Cabouco                          | 36,08 | 32,99 | 11,08 | 5,93 | 3,61 | 1,80 | 2,58 | 2,06 | 0,52 | 388      |
| Lagoa (Nossa Senhora do Rosário) | 35,36 | 31,28 | 8,86  | 8,17 | 4,47 | 3,39 | 1,39 | 1,16 | 1,77 | 1 298    |
| Lagoa (Santa Cruz)               | 40,00 | 28,91 | 10,92 | 4,87 | 3,70 | 2,18 | 2,02 | 1,18 | 1,18 | 595      |
| Ribeira Chã                      | 40,00 | 22,22 | 15,56 | 0    | 3,33 | 3,33 | 2,22 | 0    | 0    | 90       |
| Lagoa                            | 36,72 | 30,95 | 10,63 | 6,34 | 3,82 | 2,59 | 1,69 | 1,44 | 1,26 | 2 775    |

### Lajes das Flores
| Partido                 | Partido                                  | Votos | %               | +/-   |
| ----------------------- | ---------------------------------------- | ----- | --------------- | ----- |
|                         | Partido Socialista                       | 174   | 35,15 / 100,00  | 5,22  |
|                         | Aliança Democrática (PPD/PSD-CDS-PP-PPM) | 172   | 34,75 / 100,00  | 16,40 |
|                         | Iniciativa Liberal                       | 34    | 6,87 / 100,00   | 5,95  |
|                         | CHEGA                                    | 26    | 5,25 / 100,00   | -     |
|                         | LIVRE                                    | 19    | 3,84 / 100,00   | 2,23  |
|                         | Bloco de Esquerda                        | 15    | 3,03 / 100,00   | 5,23  |
|                         | Coligação Democrática Unitária (PCP-PEV) | 14    | 2,83 / 100,00   | 2,22  |
|                         | Alternativa Democrática Nacional         | 5     | 1,01 / 100,00   | 0,55  |
|                         | Outros (com menos de 1,00%)              | 10    | 2,02 / 100,00   |       |
| Votos Inválidos         | Votos Inválidos                          | 26    | 5,25 / 100,00   | 8,05  |
| Total                   | Total                                    | 495   | 100,00 / 100,00 |       |
| Eleitorado/Participação | Eleitorado/Participação                  | 1 256 | 39,41 / 100,00  | 6,23  |

| Freguesia        | %     | %     | %     | %    | %    | %    | %     | %    | Votantes |
| Freguesia        | PS    | AD    | IL    | CH   | L    | BE   | CDU   | ADN  | Votantes |
| ---------------- | ----- | ----- | ----- | ---- | ---- | ---- | ----- | ---- | -------- |
| Freguesia        |       |       |       |      |      |      |       |      | Votantes |
| Fajã Grande      | 36,54 | 39,42 | 9,62  | 4,81 | 5,77 | 1,92 | 0,96  | 0    | 104      |
| Fajãzinha        | 32,35 | 23,53 | 2,94  | 0    | 8,82 | 0    | 8,82  | 0    | 34       |
| Fazenda          | 35,37 | 37,80 | 0     | 8,54 | 4,88 | 3,66 | 3,66  | 1,22 | 82       |
| Lajedo           | 36,67 | 33,33 | 0     | 6,67 | 3,33 | 0    | 10,00 | 3,33 | 30       |
| Lajes das Flores | 34,57 | 39,89 | 7,41  | 4,94 | 1,23 | 4,32 | 0,62  | 0,62 | 162      |
| Lomba            | 36,36 | 22,73 | 9,09  | 4,55 | 3,03 | 4,55 | 3,03  | 3,03 | 66       |
| Mosteiro         | 29,41 | 23,53 | 29,41 | 5,88 | 5,88 | 0    | 5,88  | 0    | 17       |
| Lajes das Flores | 35,15 | 34,75 | 6,87  | 5,25 | 3,84 | 3,03 | 2,83  | 1,01 | 495      |

### Lajes do Pico
| Partido                 | Partido                                  | Votos | %               | +/-   |
| ----------------------- | ---------------------------------------- | ----- | --------------- | ----- |
|                         | Aliança Democrática (PPD/PSD-CDS-PP-PPM) | 538   | 39,53 / 100,00  | 17,04 |
|                         | Partido Socialista                       | 520   | 38,21 / 100,00  | 8,24  |
|                         | CHEGA                                    | 63    | 4,63 / 100,00   | -     |
|                         | Iniciativa Liberal                       | 54    | 3,97 / 100,00   | 3,87  |
|                         | Bloco de Esquerda                        | 36    | 2,65 / 100,00   | 4,07  |
|                         | Coligação Democrática Unitária (PCP-PEV) | 33    | 2,42 / 100,00   | 1,67  |
|                         | LIVRE                                    | 19    | 1,40 / 100,00   | 0,04  |
|                         | Alternativa Democrática Nacional         | 14    | 1,03 / 100,00   | 0,45  |
|                         | Outros (com menos de 1,00%)              | 19    | 1,37 / 100,00   |       |
| Votos Inválidos         | Votos Inválidos                          | 65    | 4,77 / 100,00   | 5,65  |
| Total                   | Total                                    | 1 361 | 100,00 / 100,00 |       |
| Eleitorado/Participação | Eleitorado/Participação                  | 4 479 | 30,39 / 100,00  | 7,70  |

| Freguesia          | %     | %     | %    | %    | %    | %    | %    | %    | Votantes |
| Freguesia          | AD    | PS    | CH   | IL   | BE   | CDU  | L    | ADN  | Votantes |
| ------------------ | ----- | ----- | ---- | ---- | ---- | ---- | ---- | ---- | -------- |
| Freguesia          |       |       |      |      |      |      |      |      | Votantes |
| Calheta de Nesquim | 33,70 | 41,30 | 2,17 | 6,52 | 3,26 | 1,09 | 1,09 | 2,17 | 92       |
| Lajes do Pico      | 37,22 | 38,03 | 4,23 | 6,44 | 2,82 | 2,82 | 1,81 | 0,80 | 497      |
| Piedade            | 45,49 | 36,05 | 1,72 | 1,72 | 1,72 | 2,58 | 0,43 | 0,86 | 233      |
| Ribeiras           | 39,29 | 33,93 | 9,82 | 2,68 | 3,57 | 2,68 | 3,13 | 1,34 | 224      |
| Ribeirinha         | 39,19 | 46,62 | 1,35 | 3,38 | 2,03 | 0,68 | 0    | 0,68 | 148      |
| São João           | 41,92 | 38,32 | 7,19 | 0,60 | 2,40 | 2,99 | 0,60 | 1,20 | 167      |
| Lajes do Pico      | 39,53 | 38,21 | 4,63 | 3,97 | 2,65 | 2,42 | 1,40 | 1,03 | 1 361    |

### Madalena
| Partido                 | Partido                                  | Votos | %               | +/-   |
| ----------------------- | ---------------------------------------- | ----- | --------------- | ----- |
|                         | Aliança Democrática (PPD/PSD-CDS-PP-PPM) | 698   | 43,27 / 100,00  | 11,09 |
|                         | Partido Socialista                       | 472   | 29,26 / 100,00  | 8,44  |
|                         | CHEGA                                    | 99    | 6,14 / 100,00   | -     |
|                         | Iniciativa Liberal                       | 96    | 5,95 / 100,00   | 5,79  |
|                         | Bloco de Esquerda                        | 59    | 3,66 / 100,00   | 0,37  |
|                         | LIVRE                                    | 32    | 1,98 / 100,00   | 0,91  |
|                         | Coligação Democrática Unitária (PCP-PEV) | 32    | 1,98 / 100,00   | 0,49  |
|                         | Alternativa Democrática Nacional         | 24    | 1,49 / 100,00   | 1,08  |
|                         | Outros (com menos de 1,00%)              | 31    | 1,91 / 100,00   |       |
| Votos Inválidos         | Votos Inválidos                          | 70    | 4,34 / 100,00   | 11,54 |
| Total                   | Total                                    | 1 613 | 100,00 / 100,00 |       |
| Eleitorado/Participação | Eleitorado/Participação                  | 6 039 | 26,71 / 100,00  | 6,06  |

| Freguesia     | %     | %     | %     | %    | %    | %    | %    | %    | Votantes |
| Freguesia     | AD    | PS    | CH    | IL   | BE   | L    | CDU  | ADN  | Votantes |
| ------------- | ----- | ----- | ----- | ---- | ---- | ---- | ---- | ---- | -------- |
| Freguesia     |       |       |       |      |      |      |      |      | Votantes |
| Bandeiras     | 40,00 | 27,20 | 9,60  | 6,40 | 8,00 | 0,80 | 1,60 | 1,60 | 125      |
| Candelária    | 31,82 | 41,82 | 6,82  | 6,82 | 1,82 | 1,36 | 1,36 | 1,82 | 220      |
| Criação Velha | 48,06 | 22,33 | 10,19 | 2,91 | 2,91 | 2,91 | 3,88 | 1,46 | 206      |
| Madalena      | 43,79 | 24,83 | 6,42  | 8,23 | 4,32 | 2,37 | 2,23 | 1,39 | 717      |
| São Caetano   | 59,03 | 27,08 | 3,47  | 1,39 | 2,08 | 0,69 | 0,69 | 0,69 | 144      |
| São Mateus    | 39,80 | 41,29 | 0     | 2,99 | 2,49 | 1,99 | 1,00 | 1,99 | 201      |
| Madalena      | 43,27 | 29,26 | 6,14  | 5,95 | 3,66 | 1,98 | 1,98 | 1,49 | 1 613    |

### Nordeste
| Partido                 | Partido                                  | Votos | %               | +/-   |
| ----------------------- | ---------------------------------------- | ----- | --------------- | ----- |
|                         | Aliança Democrática (PPD/PSD-CDS-PP-PPM) | 623   | 41,92 / 100,00  | 9,37  |
|                         | Partido Socialista                       | 492   | 33,11 / 100,00  | 11,51 |
|                         | CHEGA                                    | 128   | 8,61 / 100,00   | -     |
|                         | Iniciativa Liberal                       | 38    | 2,56 / 100,00   | 2,47  |
|                         | Alternativa Democrática Nacional         | 31    | 2,09 / 100,00   | 1,90  |
|                         | Bloco de Esquerda                        | 25    | 1,68 / 100,00   | 3,51  |
|                         | Coligação Democrática Unitária (PCP-PEV) | 20    | 1,35 / 100,00   | 0,31  |
|                         | LIVRE                                    | 18    | 1,21 / 100,00   | 0,17  |
|                         | Outros (com menos de 1,00%)              | 28    | 1,89 / 100,00   |       |
| Votos Inválidos         | Votos Inválidos                          | 83    | 5,58 / 100,00   | 3,38  |
| Total                   | Total                                    | 1 486 | 100,00 / 100,00 |       |
| Eleitorado/Participação | Eleitorado/Participação                  | 4 790 | 31,02 / 100,00  | 9,06  |

| Freguesia                    | %     | %     | %     | %    | %    | %    | %    | %    | Votantes |
| Freguesia                    | AD    | PS    | CH    | IL   | ADN  | BE   | CDU  | L    | Votantes |
| ---------------------------- | ----- | ----- | ----- | ---- | ---- | ---- | ---- | ---- | -------- |
| Freguesia                    |       |       |       |      |      |      |      |      | Votantes |
| Achada                       | 40,46 | 40,46 | 6,11  | 2,29 | 1,53 | 0    | 3,05 | 0    | 131      |
| Achadinha                    | 39,20 | 43,20 | 8,80  | 0    | 2,40 | 0,80 | 0    | 1,60 | 125      |
| Algarvia                     | 53,40 | 20,39 | 10,68 | 0,97 | 0,97 | 0    | 0,97 | 1,94 | 103      |
| Lomba da Fazenda             | 49,43 | 23,77 | 11,70 | 1,13 | 2,64 | 2,26 | 3,02 | 0    | 265      |
| Nordeste                     | 41,93 | 30,59 | 8,78  | 4,25 | 1,42 | 3,40 | 0,57 | 1,70 | 353      |
| Salga                        | 33,33 | 40,48 | 6,35  | 1,59 | 3,97 | 0,79 | 0    | 1,59 | 126      |
| Santana                      | 39,08 | 35,63 | 6,90  | 3,45 | 0,57 | 1,72 | 1,72 | 1,72 | 174      |
| Santo António de Nordestinho | 39,47 | 35,96 | 7,02  | 5,26 | 2,63 | 0,88 | 1,75 | 1,75 | 114      |
| São Pedro de Nordestinho     | 41,92 | 33,11 | 8,61  | 2,56 | 2,09 | 1,68 | 1,35 | 1,21 | 1 486    |

### Ponta Delgada
| Partido                 | Partido                                  | Votos  | %               | +/-   |
| ----------------------- | ---------------------------------------- | ------ | --------------- | ----- |
|                         | Aliança Democrática (PPD/PSD-CDS-PP-PPM) | 5 727  | 36,59 / 100,00  | 14,86 |
|                         | Partido Socialista                       | 4 611  | 29,46 / 100,00  | 10,16 |
|                         | CHEGA                                    | 1 436  | 9,18 / 100,00   | -     |
|                         | Iniciativa Liberal                       | 1 293  | 8,26 / 100,00   | 7,55  |
|                         | Bloco de Esquerda                        | 696    | 4,45 / 100,00   | 4,44  |
|                         | LIVRE                                    | 539    | 3,44 / 100,00   | 0,77  |
|                         | Coligação Democrática Unitária (PCP-PEV) | 263    | 1,68 / 100,00   | 1,06  |
|                         | Pessoas–Animais–Natureza                 | 257    | 1,64 / 100,00   | 3,63  |
|                         | Alternativa Democrática Nacional         | 226    | 1,44 / 100,00   | 0,92  |
|                         | Outros (com menos de 1,00%)              | 152    | 0,97 / 100,00   |       |
| Votos Inválidos         | Votos Inválidos                          | 451    | 2,88 / 100,00   | 6,43  |
| Total                   | Total                                    | 15 651 | 100,00 / 100,00 |       |
| Eleitorado/Participação | Eleitorado/Participação                  | 65 386 | 23,94 / 100,00  | 7,37  |

| Freguesia                     | %     | %     | %     | %     | %    | %    | %    | %    | %    | Votantes |
| Freguesia                     | AD    | PS    | CH    | IL    | BE   | L    | CDU  | PAN  | ADN  | Votantes |
| ----------------------------- | ----- | ----- | ----- | ----- | ---- | ---- | ---- | ---- | ---- | -------- |
| Freguesia                     |       |       |       |       |      |      |      |      |      | Votantes |
| Ajuda da Bretanha             | 39,17 | 34,17 | 11,67 | 3,33  | 3,33 | 1,67 | 0    | 0    | 2,50 | 120      |
| Arrifes                       | 34,53 | 33,88 | 12,12 | 5,69  | 3,67 | 2,39 | 0,92 | 1,47 | 1,10 | 1 089    |
| Candelária                    | 43,23 | 25,81 | 10,97 | 3,23  | 0,65 | 2,58 | 0    | 1,29 | 5,81 | 155      |
| Capelas                       | 36,46 | 34,47 | 10,43 | 5,63  | 4,45 | 1,99 | 0,94 | 1,64 | 0,70 | 853      |
| Covoada                       | 35,75 | 34,08 | 15,64 | 2,79  | 2,79 | 1,68 | 1,12 | 0    | 3,35 | 179      |
| Fajã de Baixo                 | 36,34 | 29,35 | 7,48  | 9,29  | 4,12 | 4,61 | 1,68 | 1,33 | 1,54 | 1 431    |
| Fajã de Cima                  | 35,46 | 35,30 | 7,47  | 4,51  | 4,35 | 2,02 | 1,71 | 3,73 | 1,24 | 643      |
| Fenais da Luz                 | 39,08 | 23,36 | 10,48 | 6,77  | 4,15 | 4,80 | 1,09 | 2,18 | 1,53 | 458      |
| Feteiras                      | 29,48 | 37,57 | 12,72 | 4,62  | 2,89 | 1,73 | 1,16 | 1,16 | 0,58 | 173      |
| Ginetes                       | 36,40 | 30,40 | 11,20 | 6,00  | 5,20 | 0,40 | 2,00 | 2,00 | 1,60 | 250      |
| Mosteiros                     | 40,40 | 30,30 | 11,62 | 5,56  | 1,52 | 1,01 | 1,52 | 0,51 | 4,55 | 198      |
| Pilar da Bretanha             | 40,00 | 26,40 | 19,20 | 4,00  | 3,20 | 2,40 | 1,60 | 0    | 0,80 | 125      |
| Ponta Delgada (São José)      | 37,45 | 26,77 | 7,12  | 11,94 | 4,40 | 4,71 | 2,30 | 1,68 | 0,94 | 1 909    |
| Ponta Delgada (São Pedro)     | 35,99 | 30,11 | 6,80  | 9,82  | 5,41 | 3,98 | 1,94 | 2,22 | 1,11 | 2 162    |
| Ponta Delgada (São Sebastião) | 39,43 | 23,61 | 6,87  | 11,42 | 5,40 | 5,25 | 1,70 | 1,77 | 1,39 | 1 296    |
| Relva                         | 38,96 | 26,97 | 11,67 | 7,73  | 3,79 | 2,21 | 1,89 | 1,42 | 2,05 | 634      |
| Remédios                      | 29,26 | 34,04 | 20,21 | 1,60  | 2,66 | 3,19 | 1,60 | 0,53 | 1,06 | 188      |
| Rosto do Cão (Livramento)     | 38,30 | 25,07 | 8,79  | 9,28  | 5,53 | 3,55 | 1,48 | 1,58 | 1,68 | 1 013    |
| Rosto do Cão (São Roque)      | 31,26 | 33,56 | 9,88  | 8,43  | 4,74 | 4,33 | 0,81 | 2,03 | 0,95 | 739      |
| Santa Bárbara                 | 19,57 | 45,65 | 12,50 | 3,80  | 3,26 | 1,63 | 2,72 | 1,09 | 2,17 | 184      |
| Santa Clara                   | 35,29 | 31,64 | 7,94  | 7,16  | 5,60 | 2,47 | 1,30 | 2,34 | 1,82 | 768      |
| Santo António                 | 41,82 | 28,18 | 11,82 | 3,94  | 2,42 | 1,52 | 1,21 | 1,52 | 3,64 | 330      |
| São Vicente Ferreira          | 42,70 | 21,17 | 12,41 | 9,12  | 3,65 | 2,37 | 1,46 | 1,82 | 1,09 | 548      |
| Sete Cidades                  | 28,64 | 37,38 | 9,22  | 7,77  | 4,37 | 2,43 | 0,49 | 1,94 | 1,46 | 206      |
| Ponta Delgada                 | 36,59 | 29,46 | 9,18  | 8,26  | 4,45 | 3,44 | 1,68 | 1,64 | 1,44 | 15 651   |

### Povoação
| Partido                 | Partido                                  | Votos | %               | +/-   |
| ----------------------- | ---------------------------------------- | ----- | --------------- | ----- |
|                         | Partido Socialista                       | 600   | 35,44 / 100,00  | 17,56 |
|                         | Aliança Democrática (PPD/PSD-CDS-PP-PPM) | 570   | 33,67 / 100,00  | 12,78 |
|                         | CHEGA                                    | 199   | 11,75 / 100,00  | -     |
|                         | Iniciativa Liberal                       | 86    | 5,08 / 100,00   | 4,64  |
|                         | Bloco de Esquerda                        | 49    | 2,89 / 100,00   | 1,20  |
|                         | Alternativa Democrática Nacional         | 29    | 1,71 / 100,00   | 1,19  |
|                         | Pessoas–Animais–Natureza                 | 26    | 1,54 / 100,00   | 0,90  |
|                         | LIVRE                                    | 17    | 1,00 / 100,00   | 0,13  |
|                         | Outros (com menos de 1,00%)              | 27    | 1,61 / 100,00   |       |
| Votos Inválidos         | Votos Inválidos                          | 90    | 5,31 / 100,00   | 6,27  |
| Total                   | Total                                    | 1 693 | 100,00 / 100,00 |       |
| Eleitorado/Participação | Eleitorado/Participação                  | 6 266 | 27,02 / 100,00  | 9,26  |

| Freguesia                  | %     | %     | %     | %    | %    | %    | %    | %    | Votantes |
| Freguesia                  | PS    | AD    | CH    | IL   | BE   | ADN  | PAN  | L    | Votantes |
| -------------------------- | ----- | ----- | ----- | ---- | ---- | ---- | ---- | ---- | -------- |
| Freguesia                  |       |       |       |      |      |      |      |      | Votantes |
| Água Retorta               | 46,96 | 20,00 | 17,39 | 0,87 | 0    | 0,87 | 1,74 | 0,87 | 115      |
| Faial da Terra             | 34,48 | 37,93 | 12,93 | 3,45 | 1,72 | 0,86 | 1,72 | 0    | 116      |
| Furnas                     | 27,39 | 29,30 | 11,68 | 9,98 | 5,94 | 1,91 | 2,55 | 2,34 | 471      |
| Nossa Senhora dos Remédios | 31,02 | 47,81 | 8,76  | 3,65 | 2,55 | 1,82 | 1,46 | 0,36 | 274      |
| Povoação                   | 38,65 | 36,02 | 12,01 | 2,81 | 1,50 | 1,88 | 0,38 | 0,56 | 533      |
| Ribeira Quente             | 46,74 | 22,83 | 11,41 | 4,89 | 2,17 | 1,63 | 2,17 | 0,54 | 184      |
| Povoação                   | 35,44 | 33,67 | 11,75 | 5,08 | 2,89 | 1,71 | 1,54 | 1,00 | 1 693    |

### Ribeira Grande
| Partido                 | Partido                                  | Votos  | %               | +/-  |
| ----------------------- | ---------------------------------------- | ------ | --------------- | ---- |
|                         | Aliança Democrática (PPD/PSD-CDS-PP-PPM) | 1 922  | 38,33 / 100,00  | 9,69 |
|                         | Partido Socialista                       | 1 536  | 30,63 / 100,00  | 8,99 |
|                         | CHEGA                                    | 509    | 10,15 / 100,00  | -    |
|                         | Iniciativa Liberal                       | 262    | 5,23 / 100,00   | 5,06 |
|                         | Bloco de Esquerda                        | 191    | 3,81 / 100,00   | 4,93 |
|                         | LIVRE                                    | 102    | 2,03 / 100,00   | 0,28 |
|                         | Pessoas–Animais–Natureza                 | 85     | 1,70 / 100,00   | 2,22 |
|                         | Alternativa Democrática Nacional         | 71     | 1,42 / 100,00   | 1,12 |
|                         | Coligação Democrática Unitária (PCP-PEV) | 67     | 1,34 / 100,00   | 0,61 |
|                         | Outros (com menos de 1,00%)              | 78     | 1,56 / 100,00   |      |
| Votos Inválidos         | Votos Inválidos                          | 191    | 3,81 / 100,00   | 4,39 |
| Total                   | Total                                    | 5 014  | 100,00 / 100,00 |      |
| Eleitorado/Participação | Eleitorado/Participação                  | 28 909 | 17,34 / 100,00  | 2,97 |

| Freguesia                  | %     | %     | %     | %    | %    | %    | %    | %    | %    | Votantes |
| Freguesia                  | AD    | PS    | CH    | IL   | BE   | L    | PAN  | ADN  | CDU  | Votantes |
| -------------------------- | ----- | ----- | ----- | ---- | ---- | ---- | ---- | ---- | ---- | -------- |
| Freguesia                  |       |       |       |      |      |      |      |      |      | Votantes |
| Calhetas                   | 37,95 | 27,71 | 10,24 | 5,42 | 5,42 | 1,20 | 1,81 | 2,41 | 0,60 | 166      |
| Fenais da Ajuda            | 52,11 | 19,01 | 16,90 | 2,11 | 1,41 | 0    | 1,41 | 2,11 | 0    | 142      |
| Lomba da Maia              | 40,41 | 36,27 | 7,77  | 3,11 | 3,11 | 0,52 | 0,52 | 2,59 | 1,55 | 193      |
| Lomba de São Pedro         | 35,21 | 32,39 | 15,49 | 4,23 | 1,41 | 1,41 | 0    | 4,23 | 0    | 71       |
| Maia                       | 37,47 | 31,78 | 14,21 | 4,39 | 2,07 | 1,29 | 1,03 | 1,29 | 1,29 | 387      |
| Pico da Pedra              | 36,27 | 29,91 | 9,54  | 6,21 | 4,05 | 3,76 | 2,31 | 0,87 | 2,02 | 692      |
| Porto Formoso              | 36,87 | 34,56 | 7,37  | 1,38 | 4,61 | 1,84 | 1,38 | 0,92 | 2,30 | 217      |
| Rabo de Peixe              | 40,41 | 27,46 | 10,49 | 4,92 | 5,05 | 2,33 | 1,17 | 1,42 | 0,65 | 772      |
| Ribeira Grande (Conceição) | 32,57 | 36,25 | 8,58  | 7,71 | 3,68 | 1,93 | 1,93 | 1,75 | 1,23 | 571      |
| Ribeira Grande (Matriz)    | 36,80 | 32,03 | 7,50  | 6,64 | 5,45 | 2,56 | 1,87 | 1,02 | 2,21 | 587      |
| Ribeira Seca               | 41,41 | 29,30 | 10,35 | 6,61 | 3,52 | 1,54 | 1,76 | 0,88 | 0,66 | 454      |
| Ribeirinha                 | 37,85 | 30,69 | 13,04 | 2,56 | 3,07 | 2,05 | 2,56 | 1,53 | 1,02 | 391      |
| Santa Bárbara              | 36,52 | 30,43 | 11,30 | 4,78 | 0,87 | 1,74 | 1,74 | 1,74 | 3,04 | 230      |
| São Brás                   | 51,06 | 24,82 | 4,96  | 4,26 | 3,55 | 0    | 2,13 | 1,42 | 0    | 141      |
| Ribeira Grande             | 38,33 | 30,63 | 10,15 | 5,23 | 3,81 | 2,03 | 1,70 | 1,42 | 1,34 | 5 014    |

### Santa Cruz da Graciosa
| Partido                 | Partido                                  | Votos | %               | +/-   |
| ----------------------- | ---------------------------------------- | ----- | --------------- | ----- |
|                         | Aliança Democrática (PPD/PSD-CDS-PP-PPM) | 454   | 41,61 / 100,00  | 15,37 |
|                         | Partido Socialista                       | 439   | 40,24 / 100,00  | 10,30 |
|                         | CHEGA                                    | 69    | 6,32 / 100,00   | -     |
|                         | Iniciativa Liberal                       | 25    | 2,29 / 100,00   | 1,97  |
|                         | Bloco de Esquerda                        | 12    | 1,10 / 100,00   | 2,36  |
|                         | Outros (com menos de 1,00%)              | 36    | 3,29 / 100,00   |       |
| Votos Inválidos         | Votos Inválidos                          | 56    | 5,13 / 100,00   | 7,18  |
| Total                   | Total                                    | 1 091 | 100,00 / 100,00 |       |
| Eleitorado/Participação | Eleitorado/Participação                  | 3 855 | 28,30 / 100,00  | 5,43  |

| Freguesia              | %     | %     | %     | %    | %    | Votantes |
| Freguesia              | AD    | PS    | CH    | IL   | BE   | Votantes |
| ---------------------- | ----- | ----- | ----- | ---- | ---- | -------- |
| Freguesia              |       |       |       |      |      | Votantes |
| Guadalupe              | 57,03 | 28,13 | 6,64  | 0,78 | 0,39 | 256      |
| Luz                    | 38,89 | 38,89 | 10,42 | 3,47 | 1,39 | 144      |
| Santa Cruz da Graciosa | 37,55 | 43,88 | 5,27  | 2,95 | 1,69 | 474      |
| São Mateus             | 34,10 | 47,47 | 5,53  | 1,84 | 0,46 | 217      |
| Santa Cruz da Graciosa | 41,61 | 40,24 | 6,32  | 2,29 | 1,10 | 1 091    |

### Santa Cruz das Flores
| Partido                 | Partido                                  | Votos | %               | +/-  |
| ----------------------- | ---------------------------------------- | ----- | --------------- | ---- |
|                         | Partido Socialista                       | 238   | 39,47 / 100,00  | 5,85 |
|                         | Aliança Democrática (PPD/PSD-CDS-PP-PPM) | 180   | 29,85 / 100,00  | 4,90 |
|                         | CHEGA                                    | 43    | 7,13 / 100,00   | -    |
|                         | Iniciativa Liberal                       | 41    | 6,80 / 100,00   | 6,37 |
|                         | Coligação Democrática Unitária (PCP-PEV) | 27    | 4,48 / 100,00   | 5,72 |
|                         | Bloco de Esquerda                        | 13    | 2,16 / 100,00   | 4,13 |
|                         | LIVRE                                    | 9     | 1,49 / 100,00   | 0,25 |
|                         | Alternativa Democrática Nacional         | 8     | 1,33 / 100,00   | 1,11 |
|                         | Pessoas–Animais–Natureza                 | 7     | 1,16 / 100,00   | 1,66 |
|                         | Outros (com menos de 1,00%)              | 7     | 1,16 / 100,00   |      |
| Votos Inválidos         | Votos Inválidos                          | 30    | 4,97 / 100,00   | 7,61 |
| Total                   | Total                                    | 603   | 100,00 / 100,00 |      |
| Eleitorado/Participação | Eleitorado/Participação                  | 1 818 | 33,17 / 100,00  | 8,41 |

| Freguesia             | %     | %     | %     | %    | %     | %    | %    | %    | %    | Votantes |
| Freguesia             | PS    | AD    | CH    | IL   | CDU   | BE   | L    | ADN  | PAN  | Votantes |
| --------------------- | ----- | ----- | ----- | ---- | ----- | ---- | ---- | ---- | ---- | -------- |
| Freguesia             |       |       |       |      |       |      |      |      |      | Votantes |
| Caveira               | 50,00 | 23,08 | 3,85  | 3,85 | 11,54 | 0    | 1,92 | 1,92 | 0    | 52       |
| Cedros                | 35,90 | 25,64 | 12,82 | 2,56 | 10,26 | 5,13 | 2,56 | 0    | 2,56 | 39       |
| Ponta Delgada         | 29,27 | 36,59 | 2,44  | 6,10 | 7,32  | 0    | 1,22 | 1,22 | 2,44 | 82       |
| Santa Cruz das Flores | 40,47 | 29,77 | 7,91  | 7,67 | 2,56  | 2,56 | 1,40 | 1,40 | 0,93 | 430      |
| Santa Cruz das Flores | 39,47 | 29,85 | 7,13  | 6,80 | 4,48  | 2,16 | 1,49 | 1,33 | 1,16 | 603      |

### São Roque do Pico
| Partido                 | Partido                                  | Votos | %               | +/-   |
| ----------------------- | ---------------------------------------- | ----- | --------------- | ----- |
|                         | Aliança Democrática (PPD/PSD-CDS-PP-PPM) | 352   | 39,11 / 100,00  | 16,23 |
|                         | Partido Socialista                       | 297   | 33,00 / 100,00  | 13,48 |
|                         | CHEGA                                    | 57    | 6,33 / 100,00   | -     |
|                         | Iniciativa Liberal                       | 42    | 4,67 / 100,00   | 4,38  |
|                         | LIVRE                                    | 29    | 3,22 / 100,00   | 2,49  |
|                         | Bloco de Esquerda                        | 21    | 2,33 / 100,00   | 3,39  |
|                         | Alternativa Democrática Nacional         | 19    | 2,11 / 100,00   | 1,52  |
|                         | Coligação Democrática Unitária (PCP-PEV) | 13    | 1,44 / 100,00   | 0,61  |
|                         | Pessoas–Animais–Natureza                 | 12    | 1,33 / 100,00   | 3,22  |
|                         | Outros (com menos de 1,00%)              | 11    | 1,21 / 100,00   |       |
| Votos Inválidos         | Votos Inválidos                          | 47    | 5,22 / 100,00   | 7,54  |
| Total                   | Total                                    | 900   | 100,00 / 100,00 |       |
| Eleitorado/Participação | Eleitorado/Participação                  | 3 314 | 27,16 / 100,00  | 6,27  |

| Freguesia         | %     | %     | %    | %    | %    | %    | %    | %    | %    | Votantes |
| Freguesia         | AD    | PS    | CH   | IL   | L    | BE   | ADN  | CDU  | PAN  | Votantes |
| ----------------- | ----- | ----- | ---- | ---- | ---- | ---- | ---- | ---- | ---- | -------- |
| Freguesia         |       |       |      |      |      |      |      |      |      | Votantes |
| Prainha           | 32,81 | 35,42 | 5,73 | 7,81 | 3,13 | 3,13 | 3,65 | 1,04 | 1,04 | 192      |
| Santa Luzia       | 39,80 | 34,69 | 7,14 | 1,02 | 1,02 | 2,04 | 2,04 | 2,04 | 1,02 | 98       |
| Santo Amaro       | 33,02 | 38,68 | 5,66 | 7,55 | 3,77 | 2,83 | 1,89 | 0,94 | 3,77 | 106      |
| Santo António     | 29,01 | 39,51 | 6,79 | 3,70 | 3,70 | 2,47 | 1,85 | 0,62 | 1,23 | 162      |
| São Roque do Pico | 49,12 | 26,32 | 6,43 | 3,51 | 3,51 | 1,75 | 1,46 | 2,05 | 0,88 | 342      |
| São Roque do Pico | 39,11 | 33,00 | 6,33 | 4,67 | 3,22 | 2,33 | 2,11 | 1,44 | 1,33 | 900      |

### Velas
| Partido                 | Partido                                  | Votos | %               | +/-  |
| ----------------------- | ---------------------------------------- | ----- | --------------- | ---- |
|                         | Aliança Democrática (PPD/PSD-CDS-PP-PPM) | 618   | 48,43 / 100,00  | 9,23 |
|                         | Partido Socialista                       | 386   | 30,25 / 100,00  | 6,98 |
|                         | CHEGA                                    | 70    | 5,49 / 100,00   | -    |
|                         | Iniciativa Liberal                       | 34    | 2,66 / 100,00   | 2,42 |
|                         | Coligação Democrática Unitária (PCP-PEV) | 34    | 2,66 / 100,00   | 0,72 |
|                         | Bloco de Esquerda                        | 31    | 2,43 / 100,00   | 2,52 |
|                         | LIVRE                                    | 18    | 1,41 / 100,00   | 1,02 |
|                         | Alternativa Democrática Nacional         | 15    | 1,18 / 100,00   | 0,87 |
|                         | Pessoas–Animais–Natureza                 | 14    | 1,10 / 100,00   | 1,34 |
|                         | Outros (com menos de 1,00%)              | 18    | 1,42 / 100,00   |      |
| Votos Inválidos         | Votos Inválidos                          | 38    | 2,98 / 100,00   | 4,88 |
| Total                   | Total                                    | 1 276 | 100,00 / 100,00 |      |
| Eleitorado/Participação | Eleitorado/Participação                  | 4 970 | 25,67 / 100,00  | 0,20 |

| Freguesia    | %     | %     | %    | %    | %    | %    | %    | %    | %    | Votantes |
| Freguesia    | AD    | PS    | CH   | IL   | CDU  | BE   | L    | ADN  | PAN  | Votantes |
| ------------ | ----- | ----- | ---- | ---- | ---- | ---- | ---- | ---- | ---- | -------- |
| Freguesia    |       |       |      |      |      |      |      |      |      | Votantes |
| Manadas      | 56,41 | 26,92 | 0    | 3,85 | 3,85 | 1,28 | 2,56 | 0    | 2,56 | 78       |
| Norte Grande | 50,58 | 29,07 | 6,98 | 0    | 3,49 | 2,91 | 0    | 1,16 | 0,58 | 172      |
| Rosais       | 59,01 | 23,60 | 6,21 | 1,86 | 0    | 1,86 | 0,62 | 1,86 | 0,62 | 161      |
| Santo Amaro  | 51,20 | 25,36 | 5,74 | 1,91 | 4,31 | 3,35 | 0,96 | 1,44 | 0    | 209      |
| Urzelina     | 48,18 | 31,36 | 3,18 | 5,00 | 2,27 | 2,27 | 3,64 | 1,36 | 0,91 | 220      |
| Velas        | 41,06 | 35,55 | 6,65 | 2,98 | 2,52 | 2,29 | 1,15 | 0,92 | 1,83 | 436      |
| Velas        | 48,43 | 30,25 | 5,49 | 2,66 | 2,66 | 2,43 | 1,41 | 1,18 | 1,10 | 1 276    |

### Vila da Praia da Vitória
| Partido                 | Partido                                  | Votos  | %               | +/-  |
| ----------------------- | ---------------------------------------- | ------ | --------------- | ---- |
|                         | Aliança Democrática (PPD/PSD-CDS-PP-PPM) | 1 890  | 41,22 / 100,00  | 7,22 |
|                         | Partido Socialista                       | 1 493  | 32,56 / 100,00  | 8,57 |
|                         | CHEGA                                    | 388    | 8,46 / 100,00   | -    |
|                         | Iniciativa Liberal                       | 283    | 6,17 / 100,00   | 5,86 |
|                         | Bloco de Esquerda                        | 121    | 2,64 / 100,00   | 2,82 |
|                         | Alternativa Democrática Nacional         | 81     | 1,77 / 100,00   | 1,46 |
|                         | LIVRE                                    | 63     | 1,37 / 100,00   | 0,27 |
|                         | Coligação Democrática Unitária (PCP-PEV) | 54     | 1,18 / 100,00   | 0,35 |
|                         | Outros (com menos de 1,00%)              | 83     | 1,81 / 100,00   |      |
| Votos Inválidos         | Votos Inválidos                          | 129    | 2,81 / 100,00   | 5,99 |
| Total                   | Total                                    | 4 585  | 100,00 / 100,00 |      |
| Eleitorado/Participação | Eleitorado/Participação                  | 19 649 | 23,33 / 100,00  | 5,03 |

| Freguesia                     | %     | %     | %     | %    | %    | %    | %    | %    | Votantes |
| Freguesia                     | AD    | PS    | CH    | IL   | BE   | ADN  | L    | CDU  | Votantes |
| ----------------------------- | ----- | ----- | ----- | ---- | ---- | ---- | ---- | ---- | -------- |
| Freguesia                     |       |       |       |      |      |      |      |      | Votantes |
| Agualva                       | 44,15 | 45,15 | 2,68  | 2,34 | 1,34 | 1,34 | 0,67 | 0    | 299      |
| Biscoitos                     | 38,29 | 30,73 | 8,82  | 9,32 | 2,52 | 0,50 | 2,52 | 2,77 | 397      |
| Cabo da Praia                 | 46,89 | 28,71 | 10,05 | 6,70 | 2,87 | 0,48 | 0,96 | 0    | 209      |
| Fonte do Bastardo             | 46,69 | 25,62 | 5,79  | 6,20 | 2,07 | 3,31 | 1,24 | 1,65 | 242      |
| Fontinhas                     | 47,49 | 32,45 | 7,12  | 3,69 | 2,64 | 2,11 | 0,79 | 0,26 | 379      |
| Lajes                         | 42,82 | 30,28 | 10,14 | 6,06 | 0,99 | 1,55 | 1,69 | 0,28 | 710      |
| Porto Martins                 | 44,97 | 25,17 | 5,37  | 9,06 | 3,69 | 2,01 | 2,01 | 1,34 | 298      |
| Praia da Vitória (Santa Cruz) | 37,02 | 32,02 | 10,30 | 6,66 | 4,39 | 2,12 | 1,59 | 1,82 | 1 321    |
| Quatro Ribeiras               | 36,80 | 41,60 | 8,00  | 7,20 | 0,80 | 0    | 0,80 | 1,60 | 125      |
| São Brás                      | 35,45 | 35,91 | 8,18  | 7,27 | 2,27 | 2,27 | 1,36 | 1,82 | 220      |
| Vila Nova                     | 42,60 | 38,18 | 8,05  | 3,38 | 1,04 | 2,08 | 0    | 0,52 | 385      |
| Vila da Praia da Vitória      | 41,22 | 32,56 | 8,46  | 6,17 | 2,64 | 1,77 | 1,37 | 1,18 | 4 585    |

### Vila do Porto
| Partido                 | Partido                                  | Votos | %               | +/-   |
| ----------------------- | ---------------------------------------- | ----- | --------------- | ----- |
|                         | Partido Socialista                       | 500   | 39,94 / 100,00  | 8,20  |
|                         | Aliança Democrática (PPD/PSD-CDS-PP-PPM) | 358   | 28,59 / 100,00  | 11,17 |
|                         | Iniciativa Liberal                       | 87    | 6,95 / 100,00   | 6,46  |
|                         | CHEGA                                    | 78    | 6,23 / 100,00   | -     |
|                         | Bloco de Esquerda                        | 60    | 4,79 / 100,00   | 5,88  |
|                         | LIVRE                                    | 36    | 2,88 / 100,00   | 1,80  |
|                         | Alternativa Democrática Nacional         | 27    | 2,16 / 100,00   | 1,18  |
|                         | Coligação Democrática Unitária (PCP-PEV) | 25    | 2,00 / 100,00   | 0,54  |
|                         | Outros (com menos de 1,00%)              | 23    | 1,84 / 100,00   |       |
| Votos Inválidos         | Votos Inválidos                          | 58    | 4,63 / 100,00   | 6,82  |
| Total                   | Total                                    | 1 252 | 100,00 / 100,00 |       |
| Eleitorado/Participação | Eleitorado/Participação                  | 5 204 | 24,06 / 100,00  | 5,64  |

| Freguesia      | %     | %     | %    | %    | %     | %    | %    | %    | Votantes |
| Freguesia      | PS    | AD    | IL   | CH   | BE    | L    | ADN  | CDU  | Votantes |
| -------------- | ----- | ----- | ---- | ---- | ----- | ---- | ---- | ---- | -------- |
| Freguesia      |       |       |      |      |       |      |      |      | Votantes |
| Almagreira     | 41,28 | 34,86 | 7,34 | 4,59 | 1,83  | 0,92 | 1,83 | 0,92 | 109      |
| Santa Bárbara  | 51,14 | 26,14 | 4,55 | 2,27 | 4,55  | 1,14 | 0    | 0    | 88       |
| Santo Espírito | 48,44 | 24,22 | 3,91 | 6,25 | 3,13  | 3,91 | 3,13 | 0    | 128      |
| São Pedro      | 40,76 | 22,29 | 5,73 | 2,55 | 10,19 | 3,18 | 3,18 | 3,82 | 157      |
| Vila do Porto  | 36,88 | 30,00 | 7,92 | 7,66 | 4,42  | 3,12 | 2,08 | 2,34 | 770      |
| Vila do Porto  | 39,94 | 28,59 | 6,95 | 6,23 | 4,79  | 2,88 | 2,16 | 2,00 | 1 252    |

### Vila Franca do Campo
| Partido                 | Partido                                  | Votos  | %               | +/-   |
| ----------------------- | ---------------------------------------- | ------ | --------------- | ----- |
|                         | Aliança Democrática (PPD/PSD-CDS-PP-PPM) | 675    | 36,47 / 100,00  | 12,69 |
|                         | Partido Socialista                       | 623    | 33,66 / 100,00  | 11,60 |
|                         | CHEGA                                    | 191    | 10,32 / 100,00  | -     |
|                         | Iniciativa Liberal                       | 91     | 4,92 / 100,00   | 4,49  |
|                         | Bloco de Esquerda                        | 66     | 3,57 / 100,00   | 3,04  |
|                         | Pessoas–Animais–Natureza                 | 39     | 2,11 / 100,00   | 0,55  |
|                         | Alternativa Democrática Nacional         | 33     | 1,78 / 100,00   | 1,35  |
|                         | LIVRE                                    | 33     | 1,78 / 100,00   | 0,02  |
|                         | Coligação Democrática Unitária (PCP-PEV) | 22     | 1,19 / 100,00   | 0,97  |
|                         | Outros (com menos de 1,00%)              | 17     | 0,91 / 100,00   |       |
| Votos Inválidos         | Votos Inválidos                          | 61     | 3,30 / 100,00   | 6,62  |
| Total                   | Total                                    | 1 851  | 100,00 / 100,00 |       |
| Eleitorado/Participação | Eleitorado/Participação                  | 10 510 | 17,61 / 100,00  | 4,48  |

| Freguesia                         | %     | %     | %     | %    | %    | %    | %    | %    | %    | Votantes |
| Freguesia                         | AD    | PS    | CH    | IL   | BE   | PAN  | ADN  | L    | CDU  | Votantes |
| --------------------------------- | ----- | ----- | ----- | ---- | ---- | ---- | ---- | ---- | ---- | -------- |
| Freguesia                         |       |       |       |      |      |      |      |      |      | Votantes |
| Água de Alto                      | 35,94 | 43,36 | 7,42  | 5,08 | 1,17 | 1,17 | 1,17 | 2,34 | 1,17 | 256      |
| Ponta Garça                       | 39,01 | 30,59 | 13,19 | 1,91 | 3,63 | 1,91 | 0,96 | 1,34 | 0,96 | 523      |
| Ribeira das Tainhas               | 23,94 | 52,82 | 4,93  | 2,11 | 0,70 | 4,93 | 2,11 | 2,82 | 0    | 142      |
| Ribeira Seca                      | 42,24 | 28,57 | 8,07  | 4,97 | 5,59 | 1,86 | 1,24 | 0,62 | 1,24 | 161      |
| Vila Franca do Campo (São Miguel) | 37,85 | 27,96 | 9,89  | 7,10 | 5,16 | 1,72 | 2,58 | 1,94 | 2,15 | 465      |
| Vila Franca do Campo (São Pedro)  | 33,22 | 33,22 | 12,17 | 7,89 | 3,29 | 2,63 | 2,63 | 1,97 | 0,66 | 304      |
| Vila Franca do Campo              | 36,47 | 33,66 | 10,32 | 4,92 | 3,57 | 2,11 | 1,78 | 1,78 | 1,19 | 1 851    |